# Persone di cognome Hopkins
| Questa pagina contiene informazioni ricavate automaticamente dalle voci biografiche con l'ausilio del template Bio e di un bot. L'aggiornamento è periodico e automatico e ricostruisce completamente la pagina. Se manca una persona in questa lista, sei pregato di non aggiungerla, ma accertati piuttosto che la sua voce biografica contenga il template Bio e che i dati anagrafici siano correttamente compilati. Se il template Bio manca, inseriscilo tu stesso o, in alternativa, metti l'avviso {{tmp\|Bio}} che ne segnala la mancanza. Se i dati riportati sono sbagliati, correggi direttamente la voce biografica; le modifiche saranno visibili in questa lista entro pochi giorni. Per chiarimenti vedi il progetto biografie. La lista contiene solo le 47 persone che sono citate nell'enciclopedia e per le quali è stato implementato correttamente il template Bio. Pagina aggiornata al 3 nov 2022. |

Questa è una lista di persone presenti nell'enciclopedia che hanno il cognome Hopkins, suddivise per attività principale.

## Altisti(1)
- Thelma Hopkins, ex altista britannica (Kingston upon Hull, n.1936)

## Ammiragli(1)
- Esek Hopkins, ammiraglio statunitense (Scituate, n.1718 - † 1802)

## Architetti(1)
- Michael Hopkins, architetto britannico (Poole, n.1935)

## Attivisti(1)
- Rob Hopkins, attivista e scrittore inglese (n.1968)

## Attori(11)
- Anna Hopkins, attrice canadese (Montréal, n.1987)
- Bo Hopkins, attore statunitense (Greenville, n.1938 - Los Angeles, † 2022)
- Jack Hopkins, attore statunitense (Buffalo, n.1876)
- Jacob Hopkins, attore e doppiatore statunitense (San Francisco, n.2002)
- John Hopkins, attore britannico (Londra, n.1974)
- Miriam Hopkins, attrice statunitense (Savannah, n.1902 - New York, † 1972)
- Neil Hopkins, attore statunitense (Trenton, n.1977)
- Anthony Hopkins, attore e regista britannico (Port Talbot, n.1937)
- Bruce Hopkins, attore neozelandese (Invercargill, n.1955)
- Telma Hopkins, attrice e cantante statunitense (Louisville, n.1948)
- Josh Hopkins, attore statunitense (Lexington, n.1970)

## Avvocati(1)
- Matthew Hopkins, avvocato inglese (Wenham Magna, n.1620 - Manningtree, † 1647)

## Calciatori(1)
- Mel Hopkins, calciatore gallese (Ystrad Rhondda, n.1934 - Worthing, † 2010)

## Cantanti(3)
- Bonnie Tyler, cantante britannica (Swansea, n.1951)
- Linda Hopkins, cantante e attrice statunitense (New Orleans, n.1924 - Milwaukee, † 2017)
- Lightnin' Hopkins, cantante e chitarrista statunitense (Centerville, n.1912 - Houston, † 1982)

## Cestisti(5)
- Bernard Hopkins, ex cestista statunitense (Baltimora, n.1973)
- Bryan Hopkins, ex cestista statunitense (Dallas, n.1983)
- Chelsea Hopkins, cestista statunitense (Las Vegas, n.1990)
- Mikael Hopkins, cestista statunitense (Hyattsville, n.1993)
- Bob Hopkins, cestista e allenatore di pallacanestro statunitense (Jonesboro, n.1934 - Bellevue, † 2015)

## Chitarristi(1)
- Mick Hopkins, chitarrista britannico (Birmingham, n.1946)

## Gesuiti(1)
- Gerard Manley Hopkins, gesuita e poeta inglese (Stratford, n.1844 - Dublino, † 1889)

## Giocatori di football americano(5)
- Brad Hopkins, ex giocatore di football americano statunitense (Columbia, n.1970)
- Brycen Hopkins, giocatore di football americano statunitense (n.1997)
- DeAndre Hopkins, giocatore di football americano statunitense (Central, n.1992)
- Dustin Hopkins, giocatore di football americano statunitense (Austin, n.1990)
- Trey Hopkins, giocatore di football americano statunitense (Houston, n.1992)

## Imprenditori(1)
- Johns Hopkins, imprenditore e filantropo statunitense (Contea di Anne Arundel, n.1795 - Baltimora, † 1873)

## Musicisti(1)
- Jon Hopkins, musicista e compositore britannico (Londra, n.1979)

## Pianisti(1)
- Nicky Hopkins, pianista inglese (Londra, n.1944 - Nashville, † 1994)

## Piloti motociclistici(1)
- John Hopkins, pilota motociclistico statunitense (Ramona, n.1983)

## Pittori(1)
- Budd Hopkins, pittore e scultore statunitense (Wheeling, n.1931 - New York, † 2011)

## Politici(1)
- Harry Hopkins, politico statunitense (Sioux City, n.1890 - New York, † 1946)

## Pubblicitari(1)
- Claude C. Hopkins, pubblicitario statunitense (n.1866 - † 1932)

## Registi(3)
- Arthur Hopkins, regista, produttore teatrale e sceneggiatore statunitense (Cleveland, n.1878 - New York, † 1950)
- Joel Hopkins, regista e sceneggiatore britannico (Londra, n.1970)
- Stephen Hopkins, regista, produttore cinematografico e produttore televisivo australiano (Giamaica, n.1958)

## Scenografi(1)
- George James Hopkins, scenografo e costumista statunitense (Pasadena, n.1886 - Los Angeles, † 1985)

## Scrittori(1)
- Ellen Hopkins, scrittrice statunitense (Long Beach, n.1955)

## Storici(1)
- Keith Hopkins, storico e sociologo britannico (n.1934 - † 2004)

## Tennisti(1)
- Jennifer Hopkins, ex tennista statunitense (Kansas City, n.1981)

## Senza attività specificata(1)
- Frank Hopkins,  statunitense (Fort Laramie, n.1865 - New York, † 1951)